# پارک سه ری
پارک سه ری (کره‌ای: 박세리؛ تلفظ کره‌ای: [pa:k se:ɾi]، زادهٔ ۲۸ سپتامبر ۱۹۹۷) بازیکن حرفه‌ای سابق گلف اهل کره جنوبی است.